# Lamnizla
Lamnizla (franska: Lamnizla (CR), Lamnizla (Commune Rurale), arabiska: ايمولاس) är en kommun i Marocko.   Den ligger i provinsen Taroudannt och regionen Souss-Massa, i den centrala delen av landet, 400 km sydväst om huvudstaden Rabat. Antalet invånare är 4 983.